# Bonpland (cráter)
Bonpland son los restos de un cráter de impacto lunar unidos a la llanura amurallada del cráter Fra Mauro  al norte y al cráter Parry hacia el este. La intersección de sus bordes forma una subida montañosa de tres puntas. Al sureste se sitúa el pequeño cráter Tolansky. Bonpland se halla en el borde oriental del Mare Cognitum.

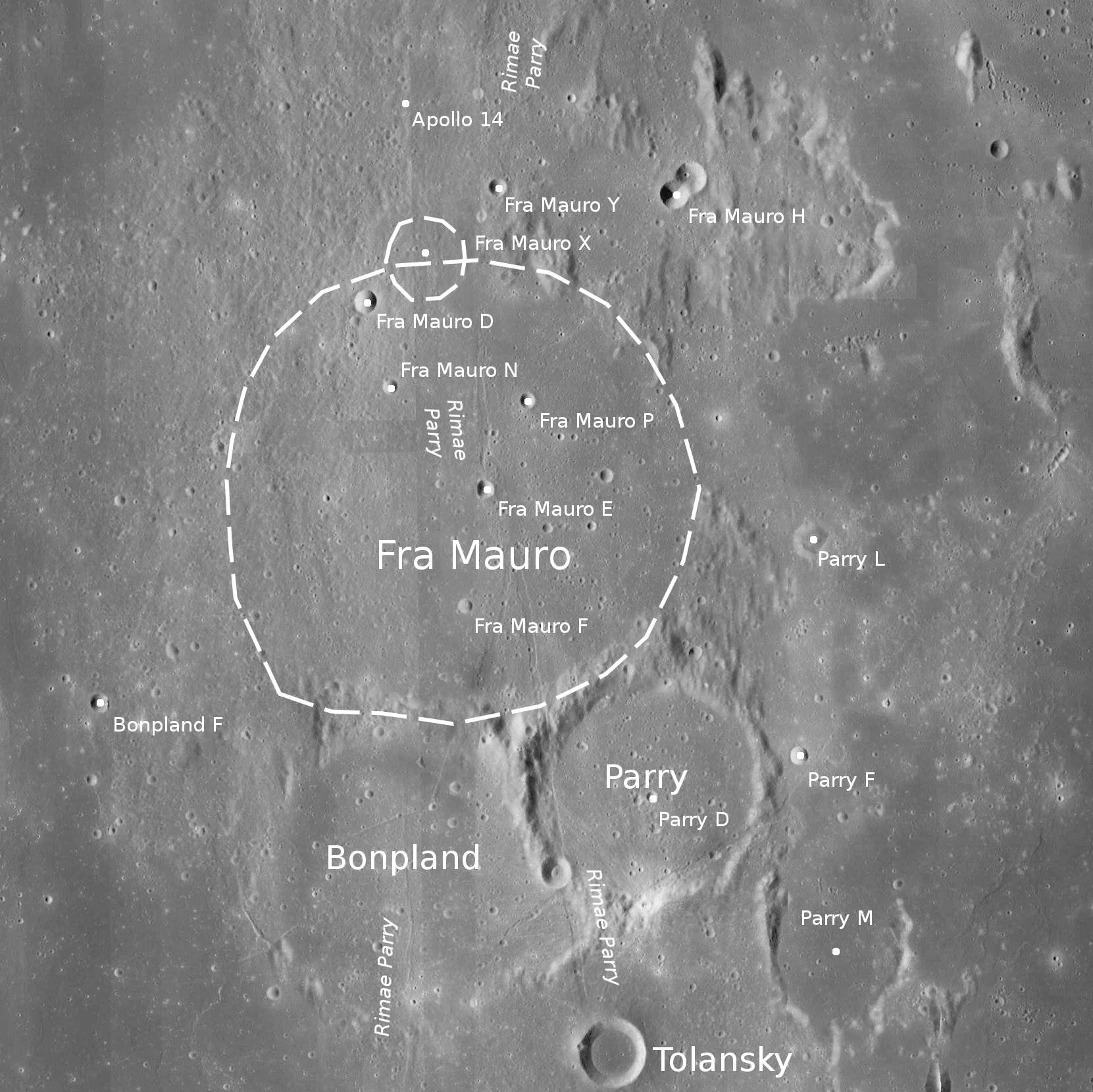
Fotografía de la misión Lunar Reconnaissance Orbiter

Su contorno está muy desgastado y erosionado, con la intrusión de Parry en el este se crea una extensión abultada hacia el sureste. La planta ha sido inundada por flujos de lava en el pasado, dejando una superficie relativamente plana interrumpida por una serie de hendiduras estrechas, denominadas colectivamente como Rimae Parry. Estas hendiduras cruzan el borde tonto por el sur como por el norte, y se extienden hasta el vecino Fra Mauro.

## Exploración espacial
El 28 de julio de 1964 la sonda norteamericana Ranger 7 impactó en el suroeste del cráter Bonpland, en el Mare Nubium (a 10,7° S y 20,7° O), transmitiendo gran cantidad de imágenes antes de su impacto controlado, algunas de ellas con detalles de solo 38 cm.

## Cráteres satélite

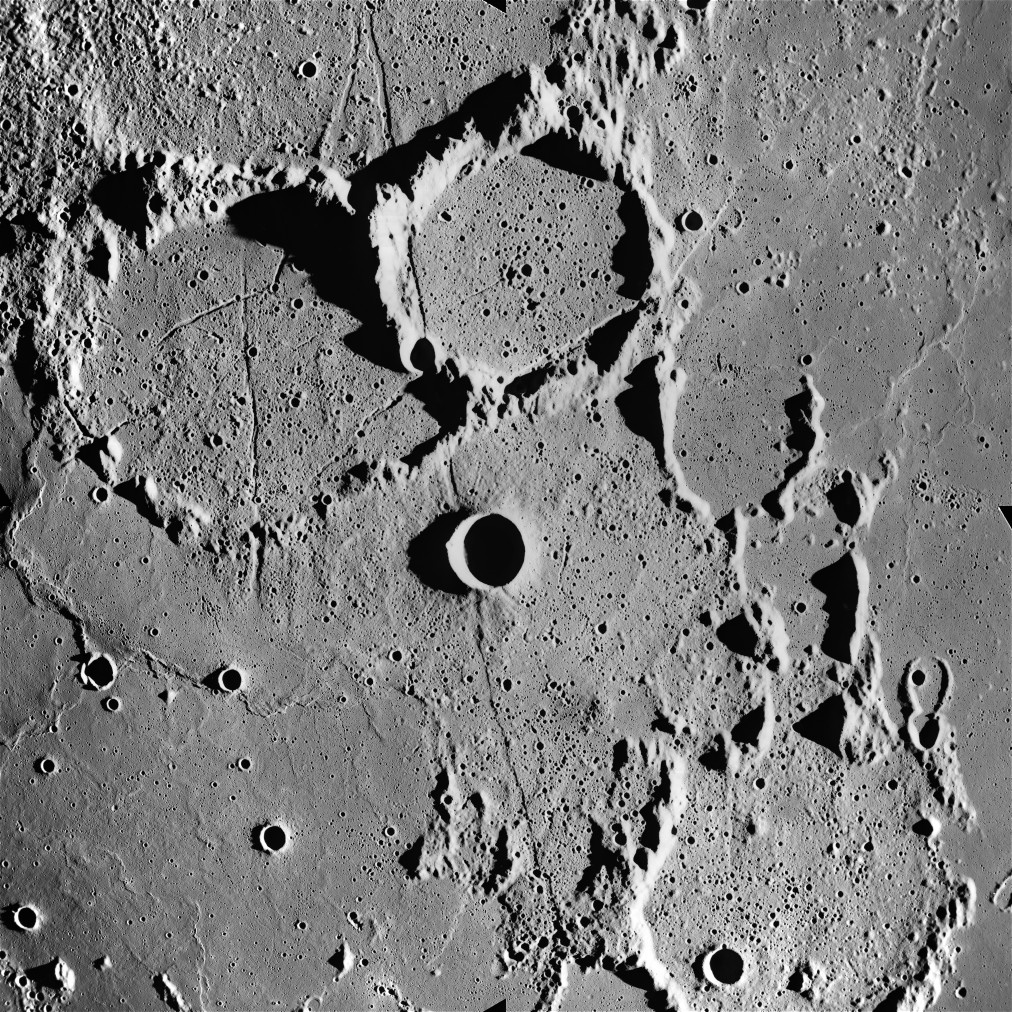
Fotografía de la misión Apolo 16

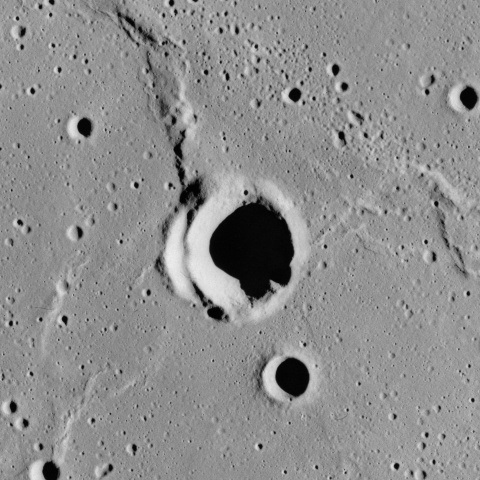
El cráter intacto Bonpland D

Por convención estos elementos son identificados en los mapas lunares poniendo la letra en el lado del punto medio del cráter que está más cerca de Bonpland.
El cráter satélite siguiente ha sido renombrado por la IAU:
- Bonpland-E (Véase cráter Kuiper)

|          | \| Bonpland \| Coordenadas \| Diámetro \| \| -------- \| ------------------------------ \| -------- \| \| C \| 10°12′S 17°24′O / -10.2, -17.4 \| 4 km \| \| D \| 10°06′S 18°12′O / -10.1, -18.2 \| 6 km \| \| F \| 7°18′S 19°18′O / -7.3, -19.3 \| 4 km \| \| G \| 11°36′S 18°48′O / -11.6, -18.8 \| 4 km \| \| H \| 11°24′S 19°54′O / -11.4, -19.9 \| 4 km \| \| J \| 11°24′S 20°24′O / -11.4, -20.4 \| 3 km \| \| L \| 7°30′S 21°12′O / -7.5, -21.2 \| 3 km \| \| N \| 9°24′S 21°24′O / -9.4, -21.4 \| 3 km \| \| P \| 10°54′S 21°30′O / -10.9, -21.5 \| 1 km \| \| R \| 10°42′S 18°36′O / -10.7, -18.6 \| 3 km \| |          |
| Bonpland | Coordenadas | Diámetro |
| C        | 10°12′S 17°24′O / -10.2, -17.4 | 4 km     |
| D        | 10°06′S 18°12′O / -10.1, -18.2 | 6 km     |
| F        | 7°18′S 19°18′O / -7.3, -19.3 | 4 km     |
| G        | 11°36′S 18°48′O / -11.6, -18.8 | 4 km     |
| H        | 11°24′S 19°54′O / -11.4, -19.9 | 4 km     |
| J        | 11°24′S 20°24′O / -11.4, -20.4 | 3 km     |
| L        | 7°30′S 21°12′O / -7.5, -21.2 | 3 km     |
| N        | 9°24′S 21°24′O / -9.4, -21.4 | 3 km     |
| P        | 10°54′S 21°30′O / -10.9, -21.5 | 1 km     |
| R        | 10°42′S 18°36′O / -10.7, -18.6 | 3 km     |